# ساتاکونتای شمالی
ساتاکونتای شمالی یکی از زیرمجموعه‌های ساتاکونتا و یکی از ناحیه‌ها در فنلاند از سال ۲۰۰۹ است.

## شهرداری‌ها
- هنکایوکی
- یمی‌یروی
- کانکانپه
- کارویا
- سیکاینن